# Cristina patellaris
Cristina patellaris is een hooiwagen uit de familie echte hooiwagens (Phalangiidae).